# أليخاندرو سميث
أليخاندرو سميث (بالإنجليزية: Alex Smith)‏ هو لاعب كرة قدم بريطاني، ولد في 11 ديسمبر 1940 في اسكتلندا في المملكة المتحدة. لعب مع دونفرملين أثلتيك ونادي أبردين ونادي رينجرز.